# Le jeune Henri

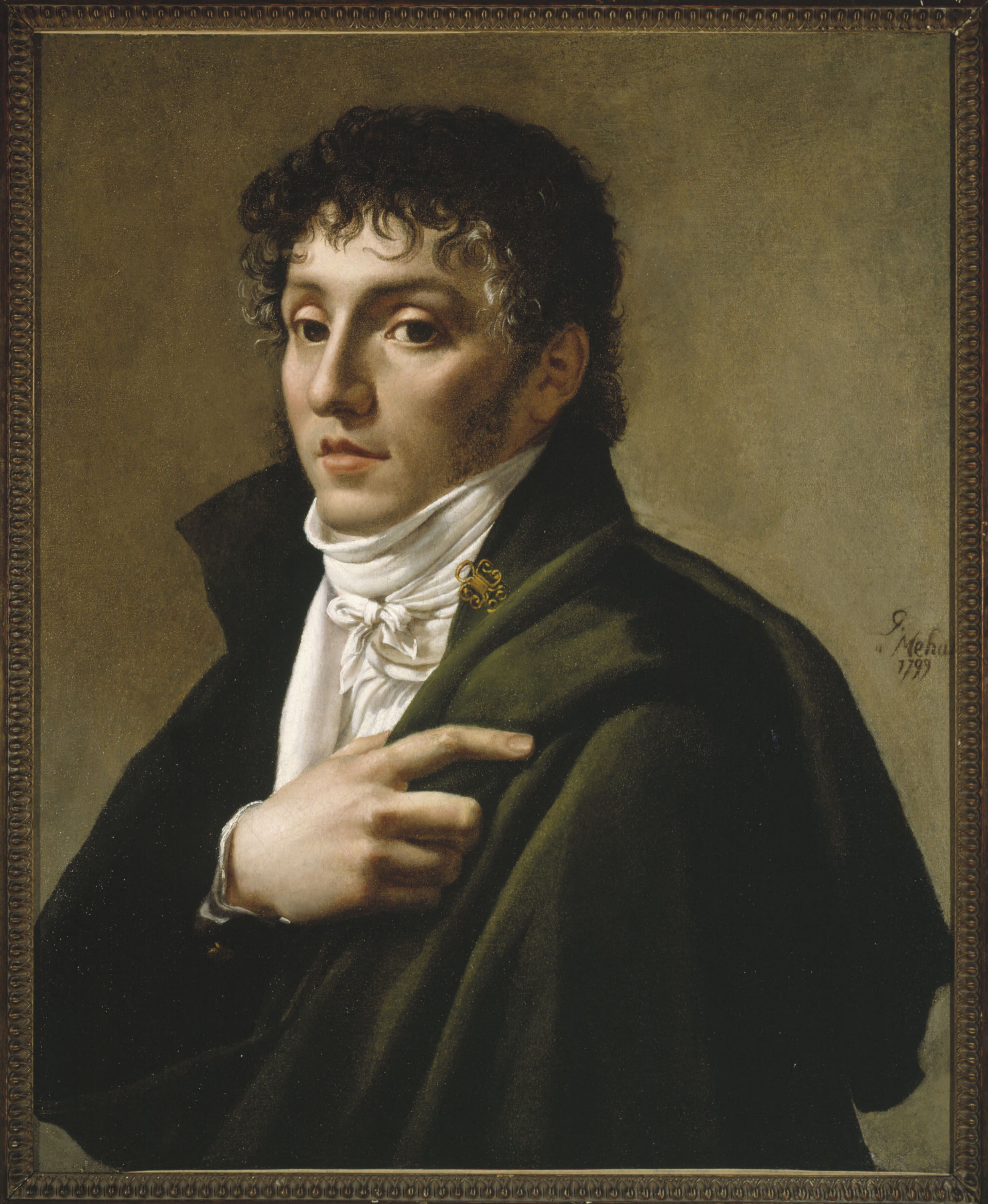
Porträt von Étienne-Nicolas Méhul, Komponist von Le jeune Henri

Le jeune Henri ist eine Oper (Originalbezeichnung: drame lyrique) in zwei Akten des französischen Komponisten Étienne-Nicolas Méhul. Das Libretto stammt von Jean Nicolas Bouilly und basiert auf einer Episode aus dem Leben des jungen Königs Heinrich IV. Die Uraufführung fand am 1. Mai 1797 im Théâtre Favart in Paris statt.

## Handlung
Die Geschichte handelt von einer Jagd und damit verbundenen Abenteuern des jugendlichen Heinrich, der später als Heinrich IV. der erste Bourbonenkönig Frankreichs werden sollte.

## Weitere Anmerkungen
Der ursprüngliche Titel der Oper lautete La jeunesse de Henri IV. Das Libretto war ursprünglich für den bekannten Komponisten André-Ernest-Modeste Grétry vorgesehen, der aber eine Vertonung ablehnte. Danach wurde das Script Méhul angeboten, der es Anfang der 1790er Jahre vertonte. Aufgrund der politischen Umstände in Folge der  Französischen Revolution kam das Werk aber mit einigen Veränderungen erst 1797 zur Uraufführung. Eine Oper mit einem jungen König als Hauptperson wäre Anfang und Mitte der 1790er Jahre, als die Monarchie extrem unpopulär war, undenkbar gewesen. Die Premiere geriet zu einem Fiasko. Man lehnte das Libretto strikt ab und kritisierte den Librettisten auf das Schärfste. Dagegen wurde die Musik vom Publikum eher wohlwollend aufgenommen. Musikalisch gesehen handelt es sich bei dem Werk um eine Programmmusik, bei der der Verlauf einer Jagd beschrieben wird. Besonders beliebt war die Ouvertüre mit signifikanten Jagdhornmotiven. Im Laufe der Jahrzehnte und Jahrhunderte geriet die Oper in Vergessenheit. Das liegt sicher auch daran, dass sie von der Vielzahl von Opern großer und namhafter Komponisten des ausgehenden 18. und des 19. Jahrhunderts schlicht verdrängt wurde. Deren Werke genießen im Gegensatz zu den meisten von Méhuls Opern bis heute die Gunst eines großen Publikums. Darin zeigt sich auch der Wandel des Publikumsgeschmacks. Aufführungen in jüngerer Zeit sind nicht belegt. Das gilt allerdings nicht für die Ouvertüre, die sich lange Zeit großer Beliebtheit erfreute und gelegentlich bis heute als Konzertstück aufgeführt wird. Daher gibt es davon auch mehrere Tonträgereinspielungen die auf verschiedenen CDs im Handel (Zusammen mit anderen Werken verschiedener Komponisten) zu erhalten sind.